# Ryzen

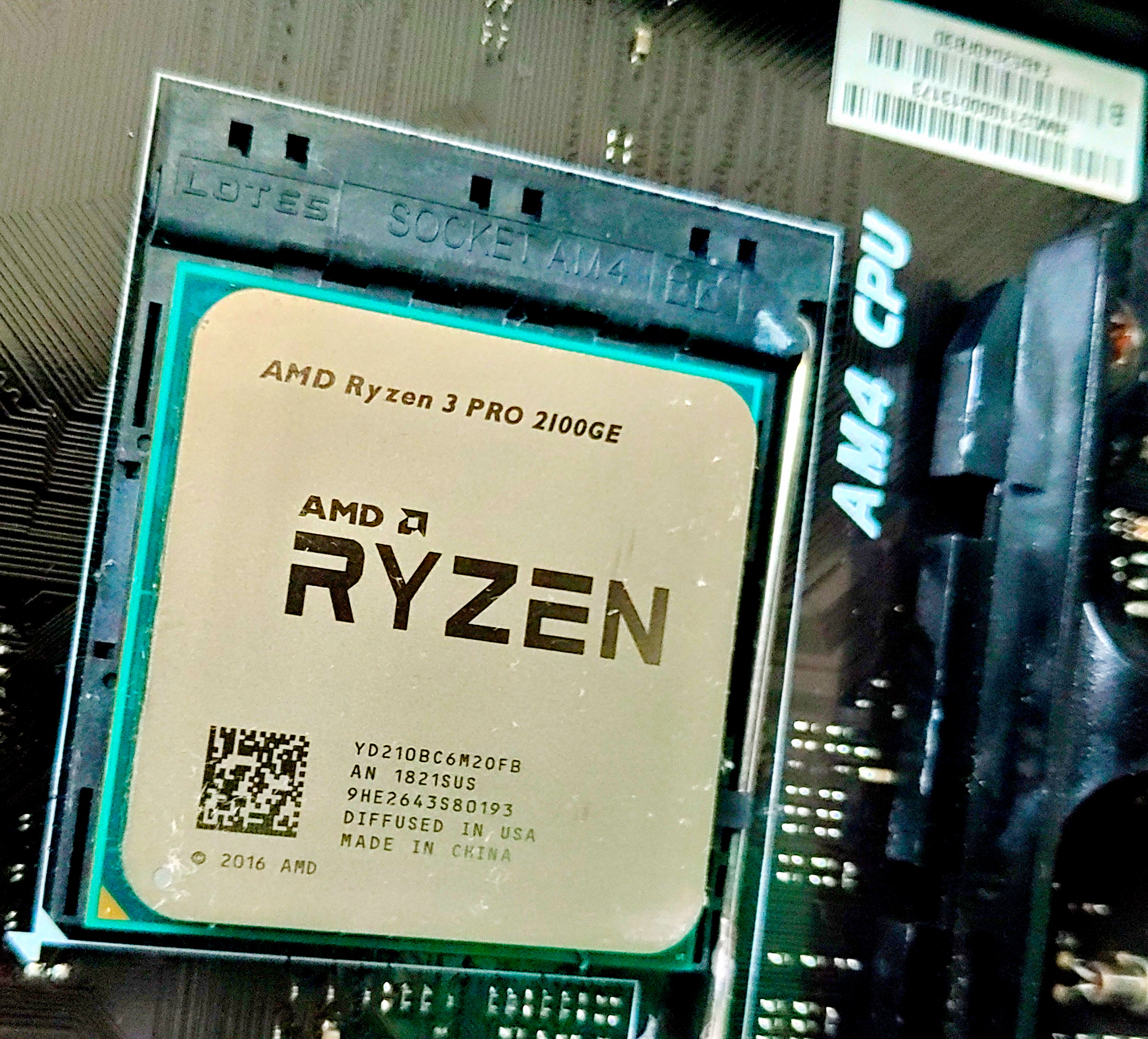
Ryzen 3 PRO 2100GE encontrado em alguns mercados OEM em quantidades limitadas

Ryzen (/ˈraɪzən/ RY-zən) é uma marca de microprocessadores multi-core x86-64, projetados e comercializados pela Advanced Micro Devices (AMD) para plataformas desktop, dispositivos móveis, servidores e embarcadas, com base na microarquitetura Zen. Consiste em unidades centrais de processamento (CPUs) comercializadas para os segmentos mainstream, entusiastas, servidores e workstation, e unidades de processamento acelerado (APUs), comercializadas para segmentos mainstream e de nível básico e aplicativos de sistemas embarcados.
A maioria dos produtos Ryzen de consumo da AMD usa a plataforma AM4 e AM5. Em agosto de 2017, a AMD lançou sua linha Ryzen Threadripper voltada para os mercados entusiastas e estações de trabalho. O Ryzen Threadripper usa sockets diferentes e maiores, como TR4, sTRX4, sWRX8 e sTR5, que oferecem suporte a canais de memória adicionais e pistas PCI Express. A AMD mudou para a nova plataforma AM5 para desktops de consumo Ryzen com o lançamento dos produtos Zen 4 no final de 2022.

## História

### Background
Ryzen usa a microarquitetura de CPU "Zen", um redesenho que trouxe a AMD de volta ao mercado de CPU de ponta após uma década de ausência quase total desde 2006. O principal concorrente da AMD, a Intel, dominou amplamente esse segmento de mercado a partir do lançamento de sua microarquitetura Core e do Core 2 Duo em 2006. Da mesma forma, a Intel abandonou sua linha anterior de Pentium 4, já que sua microarquitetura NetBurst não era competitiva com o Athlon XP da AMD em termos de preço e eficiência, e com seus Athlon 64 e 64 X2 eles também foram superados em termos de desempenho bruto.
Até o lançamento inicial do Ryzen no início de 2017, o domínio de mercado da Intel sobre a AMD continuou a crescer com o lançamento da agora famosa linha de CPU "Intel Core" e marca, bem como o lançamento bem-sucedido de sua agora bem conhecida estratégia de lançamento de CPU "Tick-Tock". A estratégia era mais famosa por alternar entre uma nova microarquitetura de CPU e um novo nó de fabricação a cada ano. A Intel seguiu essa cadência de lançamento por quase uma década, começando com o lançamento inicial do Conroe de 65 nm no terceiro trimestre de 2006 e continuando até o lançamento das CPUs de desktop Broadwell de 14 nm, que foram adiadas um ano de um lançamento planejado para 2014 para o terceiro trimestre de 2015. Esse atraso exigiu uma atualização de sua linha de CPU Haswell de 22 nm preexistente na forma de "Devil's Canyon" e, portanto, encerrou oficialmente o "tique-taque" como uma prática. Os eventos provaram ser incrivelmente importantes para a AMD, já que a incapacidade da Intel de sustentar ainda mais o "tique-taque" foi extremamente importante para fornecer as aberturas de mercado iniciais e em constante crescimento para as CPUs Ryzen da AMD, e, de fato, para a microarquitetura da CPU Zen como um todo para ter sucesso.
Também digno de nota é o lançamento da microarquitetura Bulldozer da AMD em 2011, que, apesar de ser um design de CPU básico como o Zen, foi projetado e otimizado para computação paralela acima de tudo, levando a um desempenho real totalmente inferior em qualquer carga de trabalho que não fosse altamente multithread, o que ainda era o caso para a grande maioria naquela época. Isso fez com que fosse lamentavelmente não competitivo em essencialmente todas as áreas fora do desempenho multithread bruto e seu uso em APUs de baixo consumo com gráficos Radeon integrados. Apesar de uma redução de matriz e várias revisões da arquitetura Bulldozer, o desempenho e a eficiência de energia não conseguiram alcançar os produtos concorrentes da Intel. Consequentemente, tudo isso forçou a AMD a abandonar completamente todo o mercado de CPU de ponta (incluindo desktops, laptops e servidores /empresas) até o lançamento do Ryzen em 2017.
Ryzen é a implementação de nível de consumidor da mais nova microarquitetura Zen, um redesenho completo que marcou o retorno da AMD ao mercado de unidades centrais de processamento (CPU) de ponta , oferecendo uma gama de produtos capaz de competir com a Intel. Com mais núcleos de processamento, os processadores Ryzen oferecem maior desempenho multithread pelo mesmo preço em relação aos processadores Core da Intel. A arquitetura Zen oferece mais de 52% de melhoria nas instruções por ciclo (clock) em relação ao núcleo AMD Bulldozer da geração anterior, sem aumentar o uso de energia elétrica. As mudanças na arquitetura do conjunto de instruções também adicionam compatibilidade de código binário à CPU da AMD.
Desde o lançamento do Ryzen, a quota de mercado de CPU da AMD aumentou enquanto a da Intel parece ter estagnado e/ou regredido.

### Liberação
A AMD anunciou uma nova série de processadores em 13 de dezembro de 2016, chamada "Ryzen", e os entregou no primeiro trimestre de 2017, a primeira de várias gerações. A série 1000 apresentou até oito núcleos e dezesseis threads, com um aumento de instruções por ciclo (IPC) de +52% em relação aos deus produtos de CPU anteriores, ou seja, a microarquitetura Excavator anterior da AMD.
A segunda geração de processadores Ryzen, a série Ryzen 2000, lançada em abril de 2018, apresentou a microarquitetura Zen+. O desempenho agregado aumentou +10 por cento (dos quais aproximadamente +3 por cento foi IPC e +6 por cento de frequência de clock. Mais importante ainda, o Zen + corrigiu as latências de cache e memória que eram os principais pontos fracos.
A terceira geração de processadores Ryzen foi lançada em 7 de julho de 2019, com base na arquitetura Zen 2 da AMD, apresentando melhorias significativas de design com um aumento médio de IPC de +15 por cento, uma duplicação da capacidade de ponto flutuante para um caminho de dados de execução de 256 bits, muito parecido com o Haswell da Intel lançado em 2014, uma mudança para um design de pacote baseado em "chiplet" estilo módulo multi-chip (MCM) e uma redução adicional no processo de fabricação de 7 nm da Taiwan Semiconductor Manufacturing Company (TSMC).
Em 16 de junho de 2020, a AMD anunciou novos processadores da série Ryzen 3000XT com clocks de boost aumentados e outras pequenas melhorias de desempenho em comparação com os processadores 3000X.
Em 8 de outubro de 2020, a AMD anunciou a arquitetura Zen 3 para seus processadores da série Ryzen 5000, apresentando uma melhoria de IPC de +19 por cento em relação ao Zen 2, enquanto era construído no mesmo nó TSMC de 7 nm com frequências de aumento operacional prontas para uso excedendo 5 GHz pela primeira vez desde o Piledriver da AMD. Isso foi seguido por um lançamento temporário incomumente curto de processadores da série Ryzen 6000 somente para dispositivos móveis em 4 de janeiro de 2022, usando o núcleo Zen 3+ modestamente alterado em um processo de 6 nm pela TSMC, com reivindicações de até +15 por cento de ganhos de desempenho com frequência em vez de IPC.
A série Ryzen 7000 foi lançada em 27 de setembro de 2022 para desktops, apresentando o novo núcleo Zen 4 com um aumento de +13% no IPC e +15% na frequência para um desempenho de thread único de quase +30%. A série Ryzen 7000 também apresenta um novo soquete AM5 e usa memória DDR5.
Em meados de 2024, a AMD confirma o anúncio de um novo redesenho do Ryzen chamado "Zen 5", decorrente de um slide vazado do pai do Zen e lendário arquiteto de chips Jim Keller, que trabalhou com a AMD para lançar os primeiros chips Ryzen em 2017. Jim Keller, liderando a nova equipe RISC-V na Tenstorrent, afirma domínio absoluto em desempenho inteiro em um slide de benchmark INTSPEC específico que foi retirado.[carece de fontes?]

## Série Threadripper
O Threadripper, que é voltado para desktops de ponta (HEDT) e estações de trabalho profissionais, não foi desenvolvido como parte de um plano de negócios ou um roteiro específico. Em vez disso, uma pequena equipe dentro da AMD viu uma oportunidade de desenvolver os benefícios dos roteiros de CPU Ryzen e EPYC, de modo a dar à AMD a liderança em desempenho de CPU de desktop. Depois que algum progresso foi feito em seu tempo livre, o projeto foi aprovado e colocado em um roteiro oficial em 2016.
Estes são processadores produzidos com 12 à 32 núcleos, como por exemplo o Threadripper 2990WX (semelhante ao Intel Xeon).

## Ryzen AI
Ryzen AI é a marca da tecnologia de IA da AMD, com base na propriedade intelectual da aquisição da Xilinx pela AMD. O AMD Ryzen AI pode funcionar em uma unidade de processamento neural (NPU) alimentada pela arquitetura XDNA, um mecanismo gráfico Radeon e núcleos de processador Ryzen. Introduzido na série móvel Ryzen 7040 em meados de 2023, ele pode ser usado para executar aplicativos de rede neural, como efeitos de fundo de câmera, reconhecimento de voz, remoção de artefatos fotográficos e suavização de pele. As tarefas de rede neural podem ser computacionalmente intensivas para serem executadas em uma CPU de uso geral, resultando em um uso significativo de energia e uma pegada térmica maior. Um acelerador de IA é um coprocessador projetado especificamente para processar redes neurais de forma eficiente, semelhante em conceito a outras unidades de processamento especializadas de descarregamento de trabalho, como decodificadores de vídeo ou FPGAs.
O suporte de software para Microsoft Windows foi amplamente disponibilizado em dezembro de 2023, enquanto o suporte de software para Linux foi introduzido em janeiro de 2024.

## Linha de produto

### Ryzen 1000

#### Desktop
- Soquete AM4 para Ryzen e Soquete TR4 para Ryzen Threadripper.[5][32]
- Baseado na primeira geração Zen. CPUs Ryzen baseadas na arquitetura Summit Ridge. Threadripper baseado na arquitetura Whitehaven.
- 4,8 bilhões de transistores por 192mm2[33] 8 núcleos "Zeppelin" die[1] com um die sendo usado para Ryzen e dois para Ryzen Threadripper.
- Stepping: B1[34]
- Suporte de memória:
  - Ryzen dual-channel: DDR4-2666 x2 single rank, DDR4-2400 x2 dual rank, DDR4-2133 x4 single rank, ou DDR4-1866 x4 dual rank.[5][35]
  - Ryzen Threadripper quad channel: DDR4-2666 x4 single channel, DDR4-2400 x4 dual channel, DDR4-2133 x8 single rank, ou DDR4-1866 x8 dual rank.
- Conjunto de instruções: x87, MMX, SSE, SSE2, SSE3, SSSE3, SSE4.1, SSE4.2, AES, CLMUL, AVX, AVX2, FMA3, CVT16/F16C, ABM, BMI1, BMI2, SHA.[16]
- Todas as CPUs da marca Ryzen (exceto variantes PRO) apresentam multiplicadores desbloqueados.
- A tecnologia SenseMI da AMD monitora o processador continuamente e usa o Infinity Control Fabric para oferecer os seguintes recursos:[5][36][37]
  - Pure Power reduz toda a rampa de voltagem do processador e a velocidade do clock para cargas leves.
  - O Precision Boost aumenta a rampa de voltagem do processador e a velocidade do clock em 100-200MHz se três ou mais núcleos estiverem ativos (cinco ou mais, no caso do Threadripper, e em 300MHz); e significativamente mais quando menos de três estiverem ativos (menos de cinco, no caso do Threadripper).[38]
  - O XFR (eXtended Frequency Range) visa manter a velocidade média do clock mais próxima do Precision Boost máximo, quando há resfriamento suficiente disponível.[39]
  - Neural Net Prediction e Smart Prefetch usam Neural branch prediction baseada em perceptron dentro do processador para otimizar o fluxo de trabalho de instruções e gerenciamento de cache.
- Ryzen foi lançado em conjunto com uma linha de coolers padrão para Socket AM4: Wraith Stealth, Wraith Spire e Wraith Max. Esta linha sucede ao cooler AMD Wraith original, lançado em meados de 2016.[40]  O Wraith Stealth é uma unidade de baixo perfil integrada destinada a CPUs de baixo custo com uma classificação de TDP de 65 W, enquanto o Wraith Spire é o cooler mainstream integrado com uma classificação de TDP de 95 W, junto com iluminação RGB opcional em certos modelos. O Wraith Max é um cooler maior que incorpora heatpipes, avaliado em 140 W TDP.
- Em dezembro de 2019, a AMD começou a produzir produtos Ryzen de primeira geração construídos usando a arquitetura Zen+ de segunda geração.[41] Um exemplo é o Ryzen 5 1600, com novos lotes tendo um identificador "AF" em vez de seu "AE" usual, sendo essencialmente um Ryzen 5 2600 subdividido com as mesmas especificações do Ryzen 5 1600 original.

| Linha modelo            | Codinome       | Arquitetura   | Contagem de núcleos | Gráficos integrados |
| ----------------------- | -------------- | ------------- | ------------------- | ------------------- |
| Ryzen Threadripper 1000 | Whitehaven     | Zen (1st gen) | 8–16                | nenhum              |
| Ryzen 1000 / 1000X      | Summit Ridge   | Zen (1st gen) | 4–8                 | nenhum              |
| Ryzen 1000 (AF)         | Pinnacle Ridge | Zen+          | 4–6                 | nenhum              |

### Ryzen 2000

#### Desktop
As primeiras CPUs Ryzen 2000, baseadas na microarquitetura Zen+ de 12nm, foram anunciadas para pré-encomenda em 13 de abril de 2018 e lançadas seis dias depois. As CPUs Ryzen baseadas em Zen+ são baseadas na arquitetura Pinnacle Ridge, enquanto as CPUs Threadripper são baseadas na arquitetura Colfax. O primeiro da série 2000 de produtos Ryzen Threadripper, introduzindo a tecnologia Precision Boost Overdrive, veio em agosto. O Ryzen 7 2700X foi fornecido com o novo cooler Wraith Prism.
Em janeiro de 2018, a AMD anunciou as duas primeiras APUs de desktop Ryzen com gráficos Radeon Vega integrados sob o codinome Raven Ridge. Elas são baseados na arquitetura Zen de primeira geração. O Ryzen 3 2200G e o Ryzen 5 2400G foram lançados em fevereiro.
| Linha modelo            | Codinome       | Arquitetura   | Contagem de núcleos | Gráficos integrados            |
| ----------------------- | -------------- | ------------- | ------------------- | ------------------------------ |
| Ryzen Threadripper 2000 | Colfax         | Zen+          | 12–32               | nenhum                         |
| Ryzen 2000 / 2000X      | Pinnacle Ridge | Zen+          | 4–8                 | nenhum                         |
| Ryzen 2000G             | Raven Ridge    | Zen (1st gen) | 4                   | Radeon Vega (GCN 5), até 11 CU |

#### Mobile
Em maio de 2017, a AMD demonstrou uma APU móvel Ryzen com quatro núcleos de CPU Zen e GPU Radeon Vega. As primeiras APUs móveis Ryzen, codinome Raven Ridge, foram lançadas oficialmente em outubro de 2017.
- 4.95 bilhões[47] de transistores em um chip de 210mm2,[47] baseada em um chip Zeppelin modificado de 14nm, onde quatro dos núcleos são substituídos por uma GPU integrada de quinta geração baseada em GCN.
- Precision Boost 2.[43]
- 16 pistas PCIe 3.0 externas (quatro cada para chipset e soquete M.2; oito para um slot PCIe). 16 pistas PCIe 3.0 internas para a GPU integrada e entrada/saída (I/O) on-board.[carece de fontes?] Em 2019, a AMD lançou algumas novas peças móveis Zen dual core com a marca 300 ou 3000, codinome Dali.

| Linha modelo | Codinome    | Arquitetura   | Contagem de núcleos | Gráficos integrados            |
| ------------ | ----------- | ------------- | ------------------- | ------------------------------ |
| Ryzen 2000   | Raven Ridge | Zen (1st gen) | 2–4                 | Radeon Vega (GCN 5), até 11 CU |

#### Embedded

##### Great Horned Owl
Em fevereiro de 2018, a AMD anunciou a série V1000 de APUs Zen+ Vega integradas, baseadas na arquitetura Great Horned Owl, com quatro SKUs.

##### Banded Kestrel
Em abril de 2019, a AMD anunciou outra linha de APUs Zen+ Vega integrados, ou seja, a série Ryzen Embedded R1000 com dois SKUs.

### Ryzen 3000

#### Desktop
Em 27 de maio de 2019 na Computex em Taipé, a AMD lançou seus processadores Ryzen de terceira geração que usam a arquitetura Zen 2 da AMD. Para as microarquiteturas desta geração, Ryzen usa Matisse, enquanto Threadripper usa Castle Peak. O design do chiplet separa os núcleos da CPU, fabricados no processo 7FF da TSMC, e o I/O, fabricado no processo 12LP da GlobalFoundries, e os conecta via Infinity Fabric. A série Ryzen 3000 usa o soquete AM4 semelhante aos modelos anteriores e é a primeira CPU a oferecer conectividade PCI Express 4.0 (PCIe). A nova arquitetura oferece um aumento de 15% nas instruções por clock (IPC) e uma redução no uso de energia. Outras melhorias incluem a duplicação do tamanho do cache L3, um cache de instruções L1 reotimizado, um cache de microoperações maior, o dobro da largura de banda AVX/AVX2, previsão de ramificação aprimorada e melhor pré-busca de instruções. As CPUs de 6, 8 e 12 núcleos tornaram-se disponíveis em 7 de julho de 2019, e os processadores de 24 núcleos foram lançados em novembro.
O processador concorrente Intel Core i9-10980XE tem apenas 18 núcleos e 36 threads. Outro concorrente, o Intel Xeon W-3275 e W-3275M voltado para workstations, tem 28 núcleos, 56 threads e custou mais quando lançado.[carece de fontes?]
Os processadores de 4, 6 e 8 núcleos tem um chiplet de núcleo. Os processadores de 12 e 16 núcleos tem dois chiplets de núcleo. Em todos os casos, o dado de I/O é o mesmo.
Os processadores Threadripper de 24 e 32 núcleos tem quatro chiplets de núcleo. O processador de 64 núcleos tem oito chiplets de núcleo. Todos os processadores Threadripper usam o mesmo die de I/O.
As APUs de desktop e móveis são baseadas na microarquitetura Picasso, uma atualização de 12 nm do Raven Ridge, oferecendo um aumento modesto (6%) nas velocidades de clock (até um aumento máximo adicional de 300 MHz), Precision Boost 2, um aumento de até 3% no IPC da mudança para o núcleo Zen+ com suas latências reduzidas de cache e memória e material de interface térmica de solda recém-adicionado para as peças de desktop. Fabricado na GlobalFoundries, isso dá ao Picasso um aumento de desempenho agregado de 10% em relação à série Raven Ridge "original" de 14 nm baseada em Zen, lançada inicialmente em 2017.
| Linha modelo                | Codinome    | Arquitetura | Contagem de núcleos | Gráficos integrados            |
| --------------------------- | ----------- | ----------- | ------------------- | ------------------------------ |
| Ryzen Threadripper PRO 3000 | Castle Peak | Zen 2       | 12–64               | nenhum                         |
| Ryzen Threadripper 3000     | Castle Peak | Zen 2       | 24–64               | nenhum                         |
| Ryzen 3000 / 3000X          | Matisse     | Zen 2       | 4–16                | nenhum                         |
| Ryzen 3000G                 | Picasso     | Zen+        | 4                   | Radeon Vega (GCN 5), até 11 CU |

#### Mobile
Em 2019, a AMD lançou pela primeira vez as APUs Ryzen 3000, consistindo apenas em peças quad core. Então, em janeiro de 2020, eles anunciaram peças mobile dual-core de valor, codinome Dalí, incluindo o Ryzen 3 3250U e peças da marca Athlon de baixo custo.
| Linha modelo                 | Codinome | Arquitetura   | Contagem de núcleos | Gráficos integrados            |
| ---------------------------- | -------- | ------------- | ------------------- | ------------------------------ |
| Ryzen 3000                   | Picasso  | Zen+          | 2–4                 | Radeon Vega (GCN 5), até 11 CU |
| Ryzen 3 3250U, Ryzen 3 3200U | Dali     | Zen (1st gen) | 2                   | Radeon Vega (GCN 5), 3 CU      |

### Ryzen 4000

#### Desktop
As APUs Ryzen 4000 são baseadas em Renoir, uma atualização dos núcleos de CPU Zen 2 Matisse, juntamente com núcleos de GPU Radeon Vega. Eles foram lançados apenas para fabricantes OEM em meados de 2020. Ao contrário de Matisse, Renoir não oferece suporte a PCIe 4.0.
As APUs Ryzen PRO 4x50G são iguais às APUs 4x00G, exceto que são fornecidas com um cooler Wraith Stealth e não são somente OEM. É possível que seja um erro de listagem, já que as CPUs 4x50G não estão disponíveis no varejo (em outubro de 2020) e os SKUs PRO geralmente são peças somente OEM.
Em abril de 2022, a AMD lançou o Ryzen 5 4600G para o varejo e lançou a série Ryzen 4000 de CPUs sem gráficos integrados, para usuários com orçamento limitado. Ao contrário das CPUs da série Ryzen 3000 que são baseadas em núcleos "Matisse", essas novas CPUs de desktop da série Ryzen 4000 são baseadas em núcleos "Renoir" e são essencialmente APUs com os gráficos integrados desabilitados.
| Linha modelo | Codinome | Arquitetura | Contagem de núcleos | Gráficos integrados           |
| ------------ | -------- | ----------- | ------------------- | ----------------------------- |
| Ryzen 4000   | Renoir   | Zen 2       | 4-6                 | nenhum                        |
| Ryzen 4000G  | Renoir   | Zen 2       | 4–8                 | Radeon Vega (GCN 5), até 8 CU |

#### Mobile
APUs Zen 2, baseadas na microarquitetura Renoir de 7 nm, comercializadas como Ryzen 4000.
| Linha modelo | Codinome | Arquitetura | Contagem de núcleos | Gráficos integrados           |
| ------------ | -------- | ----------- | ------------------- | ----------------------------- |
| Ryzen 4000   | Renoir   | Zen 2       | 4–8                 | Radeon Vega (GCN 5), até 8 CU |

#### Embedded

##### Grey Hawk
Em novembro de 2020, a AMD anunciou a série V2000 de APUs Zen 2 Vega integradas.

### Ryzen 5000

#### Desktop
A série Ryzen 5000 para desktop, baseada na microarquitetura Zen 3, foi anunciada em 8 outubro de 2020. Eles usam o mesmo processo de fabricação de 7 nm, que amadureceu um pouco. As CPUs Ryzen 5000 mainstream têm o codinome Vermeer. As CPUs Threadripper 5000 para entusiastas/estações de trabalho têm o codinome Chagall, inicialmente denominadas de Ryzen Threadripper 4000 com o codinome Genesis.
Em contraste com suas contrapartes de CPU, as APUs consistem em matrizes únicas com gráficos integrados e caches menores. As APUs, codinome Cezanne, renunciam ao suporte PCIe 4.0 para manter o consumo de energia baixo.
| Linha modelo                 | Codinome | Arquitetura | Contagem de núcleos | Gráficos integrados           |
| ---------------------------- | -------- | ----------- | ------------------- | ----------------------------- |
| Ryzen Threadripper PRO 5000  | Chagall  | Zen 3       | 12–64               | nenhum                        |
| Ryzen 5000 / 5000X / 5000X3D | Vermeer  | Zen 3       | 6–16                | nenhum                        |
| Ryzen 7 5700G                | Cezanne  | Zen 3       | 8                   | Radeon Vega (GCN 5), até 8 CU |
| Ryzen 7 5700                 | Cezanne  | Zen 3       | 8                   | nenhum                        |
| Ryzen 5 5600G                | Cezanne  | Zen 3       | 6                   | Radeon Vega (GCN 5), até 8 CU |
| Ryzen 5 5500                 | Cezanne  | Zen 3       | 6                   | nenhum                        |
| Ryzen 3 5100                 | Cezanne  | Zen 3       | 4                   | nenhum                        |

#### Mobile
A série 5000 inclui modelos baseados na microarquitetura Zen 2 (codinome Lucienne) e na microarquitetura Zen 3. Os codinomes das APUs móveis baseadas em Zen 3 são Cezanne para os modelos 2021 e Barceló para os modelos 2022. Os modelos HX são desbloqueados, permitindo que tenham overclock se o fabricante do dispositivo host tiver exposto essa funcionalidade. O multithreading simultâneo (SMT) agora é padrão em toda a linha, ao contrário do Ryzen Mobile da série 4000.
| Linha modelo                                | Codinome | Arquitetura | Contagem de núcleos | Gráficos integrados           |
| ------------------------------------------- | -------- | ----------- | ------------------- | ----------------------------- |
| Ryzen 7 5700U, Ryzen 5 5500U, Ryzen 3 5300U | Lucienne | Zen 2       | 4-8                 | Radeon Vega (GCN 5), até 8 CU |
| Ryzen 5000                                  | Cezanne  | Zen 3       | 4-8                 | Radeon Vega (GCN 5), até 8 CU |
| Ryzen 5000                                  | Barcelo  | Zen 3       | 2-8                 | Radeon Vega (GCN 5), até 8 CU |

### Ryzen 6000

#### Mobile
Na CES 2022, a AMD anunciou a série móvel Ryzen 6000. Ela é baseada na arquitetura Zen 3+, que é Zen 3 em 6nm com melhorias de eficiência, e tem o codinome Rembrandt. Outras atualizações dignas de nota são gráficos baseados em RDNA2, PCIe 4.0 e suporte DDR5/LPDDR5. As versões Ryzen PRO desses processadores foram anunciadas em 19 de abril de 2022 e usam um esquema de nomenclatura 6x50.
| Linha modelo | Codinome  | Arquitetura | Contagem de núcleos | Gráficos integrados             |
| ------------ | --------- | ----------- | ------------------- | ------------------------------- |
| Ryzen 6000   | Rembrandt | Zen 3+      | 6–8                 | Radeon 6x0M (RDNA 2), até 12 CU |

### Ryzen 7000

#### Desktop

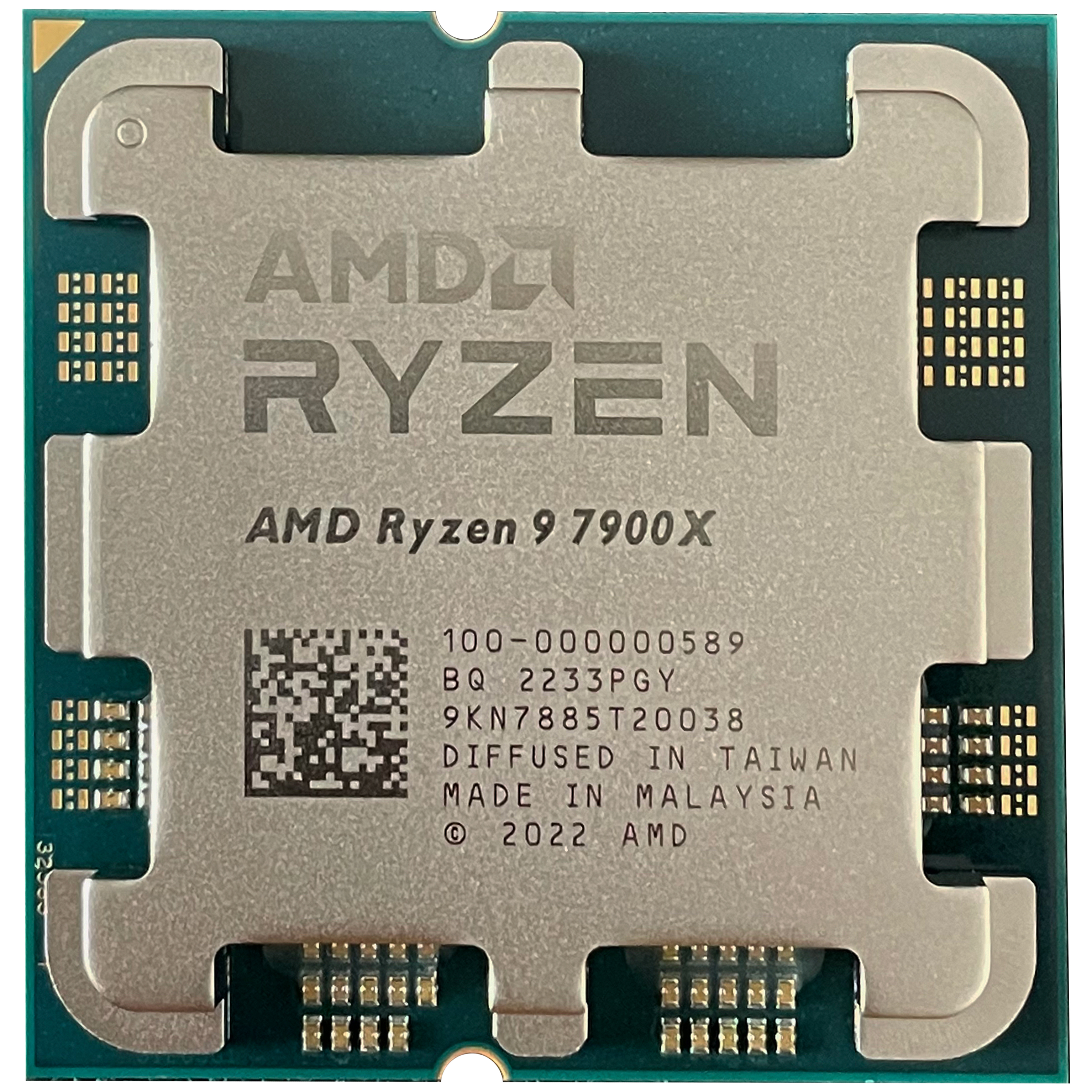
Processador AMD Ryzen 9 7900X

Em maio de 2022, a AMD revelou seu roadmap mostrando a série de processadores Ryzen 7000 para lançamento no final daquele ano, com base na arquitetura Zen 4 em 5 nm (codinome Raphael). Estão incluídos suporte a DDR5 e PCIe 5.0, bem como a mudança para o novo soquete AM5. Em 23 de maio de 2022, na palestra da AMD na Computex, a AMD anunciou oficialmente o lançamento do Ryzen 7000 no outono de 2022, mostrando uma CPU de 16 núcleos atingindo velocidades de boost de 5,5 GHz e reivindicando um aumento de 15 por cento no desempenho de thread único. Os quatro modelos iniciais da série Ryzen 7000, variando de Ryzen 5 7600X a Ryzen 9 7950X, foram lançados em 27 de setembro de 2022.
O cache L2 por núcleo é dobrado para 1 MB do Zen 3. O dados de E/S mudou de um processo de 12 nm para 6 nm e incorpora GPU RDNA 2 integrada com duas CUs em todos os modelos Ryzen 7000 (exceto o Ryzen 5 7500F), bem como suporte DDR5 e PCIe 5.0. A memória DDR4 não é suportada no Ryzen 7000. De acordo com o Gamers Nexus, a AMD disse que a GPU RDNA foi projetada para fins de diagnóstico e escritório sem usar uma GPU discreta e não para jogos. A potência operacional do AM5 é aumentada para 170 W dos 105 W do AM4, com o consumo máximo absoluto de energia ou "Power Package Tracking" (PPT) sendo 230 W.
As séries Ryzen Threadripper e Threadripper PRO 7000 foram lançadas em 21 de novembro de 2023. O Threadripper apresenta até 64 núcleos, enquanto Threadripper PRO 7000 apresenta até 96 núcleos. Essas novas linhas de processadores HEDT e workstation utilizam um novo soquete, sTR5, bem como DDR5 e PCIe 5.0. Dois novos chipsets foram introduzidos para o soquete sTR5: TRX50 e WRX90.
Em conversas com a Gemers Nexus sobre o Ryzen 7 9800X3D posterior, os engenheiros da AMD revelaram que nos processadores da série 7000X3D, o V-Cache de 1ª geração e o silício estrutural que o acompanha acima dos núcleos atuam efetivamente como um isolante térmico, inibindo assim o resfriamento dos núcleos. Os núcelos que esquentam mais limitam, portanto, as frequências de clock dos processadores da série 7000X3D, em comparação com suas contrapartes não X3D. Os engenheiros refuraram especulações anteriores de que a temperatura do V-Cachs havia sido o fator limitante.
| Linha modelo                 | Codinome   | Arquitetura | Contagem de núcleos | Gráficos integrados   |
| ---------------------------- | ---------- | ----------- | ------------------- | --------------------- |
| Ryzen Threadripper PRO 7000  | Storm Peak | Zen 4       | 12–96               | nenhum                |
| Ryzen Threadripper 7000      | Storm Peak | Zen 4       | 24–64               | nenhum                |
| Ryzen 7000 / 7000X / 7000X3D | Raphael    | Zen 4       | 6–16                | Radeon (RDNA 2), 2 CU |

#### Mobile
A série móvel Ryzen 7000 foi lançada inicialmente em setembro de 2022 com a linha Ryzen 7020 Mendocino de processadores ultramóveis Zen 2 de baixo custo.
No início de 2023, o restante da linha móvel Ryzen 7000 foi lançado, começando com os processadores Ryzen 7030, Ryzen 7035 e, mais tarde, Ryzen 7045 e Ryzen 7040.
A série Ryzen 7020 visa o segmento de “computação cotidiana”. É um novo design Zen 2 baseado no processo de 6 nm e gráficos integrados RDNA 2.
A série Ryzen 7030 é uma atualização dos processadores da série Ryzen 5000, com o codinome "Barcelo-R", visando o segmento "mainstream fino e leve".
A série Ryzen 7035 é uma atualização dos processadores da série Ryzen 6000, com o codinome "Rembrandt-R", visando laptops "premium finos e leves".
A série Ryzen 7040 é um novo design baseado no Zen 4, visando o segmento “ultrafino de elite”. Ele integra um acelerador de IA integrado (com a marca "Ryzen AI") pela primeira vez em um processador x86, e apresenta gráficos integrados RDNA 3 com até 12 unidades de computação.
A série Ryzen 7045 é o topo de linha, baseado no Zen 4. Ela tem como alvo laptops para "jogos extremos e criadores", ou seja, laptops de classe de substituição de desktop, com modelos que fornecem até 16 núcleos. Ela usa um pacote de chiplet construído usando um CCD e I/OD separados, os mesmos usados nos processadores de desktop Raphael.
No total, existem quatro arquiteturas de CPU diferentes e três arquiteturas de GPU diferentes usadas nos vários modelos da linha da série 7000.
Com o lançamento da série Ryzen 7000 para dispositivos móveis, também foi introduzido um novo sistema de nomenclatura de modelos de CPU, que é usado com processadores móveis Ryzen e Athlon lançados a partir deste ponto, da seguinte forma:
Ryzen/Athlon xabc:
- x – linha do tempo da criação (7 para 2022, 8 para 2023, etc)
- a – segmento de desempenho (1 para low-end, 7 para high-end, 9 para entusiasta, etc)
- b – Microarquitetura na qual o processador é baseado (1 para Zen/Zen+, 3 para Zen 3/3+, 4 para Zen 4, 5 para Zen 5, etc)
- c – segmento de desempenho de recurso/menor (0 para segmento inferior, 5 para segmento superior)

O novo sistema de nomenclatura foi criticado por ser excessivamente complexo e confuso para os consumidores. Os processadores de desktop continuam a usar o antigo sistema de nomenclatura.
| Linha modelo | Codinome     | Arquitetura | Contagem de núcleos | Gráficos integrados             |
| ------------ | ------------ | ----------- | ------------------- | ------------------------------- |
| Ryzen 7045   | Dragon Range | Zen 4       | 6–16                | Radeon 610M (RDNA 2), 2 CU      |
| Ryzen 7040   | Phoenix      | Zen 4       | 4–8                 | Radeon 7x0M (RDNA 3), até 12 CU |
| Ryzen 7035   | Rembrandt-R  | Zen 3+      | 4–8                 | Radeon 6x0M (RDNA 2), até 12 CU |
| Ryzen 7030   | Barcelo-R    | Zen 3       | 4–8                 | Radeon Vega (GCN 5), até 8 CU   |
| Ryzen 7020   | Mendocino    | Zen 2       | 2-4                 | Radeon 610M (RDNA 2), 2 CU      |

### Ryzen 8000

#### Desktop
Em 8 de janeiro de 2024, a AMD anunciou a série Ryzen 8000G de APUs de desktop para o soquete AM5 no Consumer Electronics Show de 2024. Essas APUs são baseadas no Zen 4 e apresentam até 12 CUs de gráficos integrados RDNA3. Além disso, os modelos de ponta, como Ryzen 5 8600G e Ryzen 7 8700G, apresentam “Ryzen AI”, que é uma unidade de processamento neural (NPU) para aplicações de inteligência artificial em PC. A AMD afirma que os gráficos integrados nas APUs Ryzen 8000G são capazes de rodar jogos AAA, como Cyberpunk 2077 e Far Cry 6 em configurações baixas de 1080p.
Em 1 de abril de 2024, a AMD lançou discretamente os processadores da série Ryzen 8000 sem gráficos integrados, que também usam a arquitetura Zen 4. Esses processadores são essencialmente baseados na série Ryzen 8000G, mas com gráficos integrados e NPU desabilitados. O Ryzen 8700F, no entanto, pode fornecer aceleração de IA quando emparelhado com uma GPU descreta Radeon que o suporte.
| Linha modelo | Codinome | Arquitetura | Contagem de núcleos | Gráficos integrados             |
| ------------ | -------- | ----------- | ------------------- | ------------------------------- |
| Ryzen 8000   | Phoenix  | Zen 4       | 6–8                 | nenhum                          |
| Ryzen 8000G  | Phoenix  | Zen 4       | 4–8                 | Radeon 7x0M (RDNA 3), até 12 CU |

#### Mobile
Uma atualização dos processadores móveis Ryzen 7040, denominada série Ryzen 8040 e 8045, foi anunciada em 6 de dezembro de 2023. Esses processadores apresentam pequenas otimizações de firmware e software para desempenho e têm desempenho NPU até 1,6x mais rápido (6 TOPS a mais) em comparação para Ryzen 7040.
| Linha modelo          | Codinome   | Arquitetura | Contagem de núcleos | Gráficos integrados             |
| --------------------- | ---------- | ----------- | ------------------- | ------------------------------- |
| Ryzen 8045 Ryzen 8040 | Hawk Point | Zen 4       | 4–8                 | Radeon 7x0M (RDNA 3), até 12 CU |

### Ryzen 9000

#### Desktop
A série Ryzen 9000 de processadores de desktop, codinome "Granite Ridge", foi anunciada em 3 de junho de 2024 em uma apresentação da Computex. Utilizando a microarquitetura Zen 5 e construído em um processo TSMC de 4 nm, o Granite Ridge apresenta até 16 núcleos, usa o soquete AM5 e tem o mesmo layout de chiplet de até dois CCDs e um die de I/O da linha predecessora direta de CPUs, Raphael. A linha inicial consiste em quatro modelos sem variantes 3D V-Cache, como na série Ryzen 7000 no lançamento. Os processadores Ryzen 9000 foram originalmente programados para serem lançados no final de julho de 2024, mas foram adiados para o início de agosto por motivos de controle de qualidade.
Em 21 de outubro, a AMD anunciou que lançaria o(s) modelo(s) X3D (com 3D V-Cache) na série em 7 de novembro. Em 31 de outubro, a AMD anunciou que lançaria um processador Ryzen 7 9800X3D. O 9800X3D contará com 3D V-Cache de 2ª geração, em que o V-Cache foi movido de cima do CCD para abaixo do CCD. Essa mudança supostamente reduz a temperatura do CCD, permitindo assim frequências de clock mais altas. Originalmente, os modelos X3D da série 9000 deveriam chegar em janeiro de 2025.
| Linha modelo          | Codinome      | Arquitetura | Contagem de núcleos | Gráficos integrados   |
| --------------------- | ------------- | ----------- | ------------------- | --------------------- |
| Ryzen 9000X / 9000X3D | Granite Ridge | Zen 5       | 6–16                | Radeon (RDNA 2), 2 CU |

### Ryzen AI 300

#### Mobile
Junto com a série de desktop Ryzen 9000, a AMD também apresentou a série Ryzen AI 300 de processadores móveis ultrafinos de elite com o codinome "Strix Point" em 3 de junho de 2024 na Computex. Ele apresenta até 12 núcleos, uma NPU Ryzen AI de terceira geração baseada em XDNA 2 e até 16 unidades de computação (CUs) de gráficos integrados RDNA 3.5. A NPU fornece até 50 TOPS para processamento de inferência de IA. Esses novos processadores também se desviam do esquema de nomenclatura usado com os processadores móveis Ryzen séries 7000 e 8000, em vez disso, usam um sistema de numeração de modelo de três dígitos semelhante às séries Core e Core Ultra 3/5/7/9 da Intel. A AMD supostamente decidiu não introduzir uma gama completa de SKUs que existiam anteriormente, nomeadamente os modelos U (ultrabaixo consumo de energia) e H(S) (alto desempenho) e, em vez disso, os OEMs estão agora autorizados a configurar as térmicas da APU como acharem adequado, variando entre 15 e 54 W.[carece de fontes?]
| Linha modelo | Codinome    | Arquitetura  | Contagem de núcleos | Gráficos integrados               |
| ------------ | ----------- | ------------ | ------------------- | --------------------------------- |
| Ryzen AI 300 | Strix Point | Zen 5 Zen 5c | 10–12               | Radeon 8x0M (RDNA 3.5), até 16 CU |

## Recepção inicial
Os primeiros processadores Ryzen 7 (1700, 1700X e 1800X) estrearam no início de março de 2017 e foram geralmente bem recebidos pelos revisores de hardware. Ryzen foi a primeira arquitetura totalmente nova da AMD em cinco anos e, sem muitos ajustes ou otimizações iniciais, funcionou geralmente bem para os revisores. Os chips Ryzen iniciais funcionaram bem com software e jogos já existentes no mercado, apresentando um desempenho excepcionalmente bom em cenários de estação de trabalho e na maioria dos cenários de jogos. Comparados aos chips FX com tecnologia Piledriver, os chips Ryzen com tecnologia Zen funcionaram mais frios, muito mais rápido e usaram menos energia. O aumento do IPC foi eventualmente avaliado em 52 por cento maior do que o Excavator, que estava duas gerações completas à frente da arquitetura ainda sendo usada nos predecessores de desktop da série FX da AMD, como o FX-8350 e o FX-8370. Embora o Zen tenha ficado aquém do Kaby Lake da Intel em termos de IPC e, portanto, de rendimento single-threaded, ele compensou oferecendo mais núcleos para aplicativos que podem usá-los. O consumo de energia e a emissão de calor foram considerados competitivos com os da Intel, e os coolers Wraith incluídos eram geralmente competitivos com unidades de reposição de preço mais alto.
O desempenho multithread do Ryzen 7 1800X, em alguns casos ao usar o Blender ou outro software de código aberto, foi cerca de quatro vezes o desempenho do FX-8370, ou quase o dobro do Core i7 7700K. Um revisor descobriu que os chips Ryzen geralmente superavam os processadores Core i7 da Intel concorrentes por uma fração do preço quando todos os oito núcleos são usados.
No entando, uma reclamação entre um subconjunto de revisores foi que os processadores Ryzen ficaram para trás de seus equivalentes Intel ao executar jogos mais antigos ou alguns jogos mais novos em resoluções convencionais, como 720p ou 1080p. A AMD reconheceu o déficit de desempenho em jogos em baixas resoluções durante um tópico do Reditt "Ask Me Anything", onde explicou que atualizações estavam sendo desenvolvidos. Atualizações subsequentes de Ashes of the Singularity: Escalation e Rise of the Tomb Raider aumentaram as taxas de quadros em 17-31 por cento em sistemas Ryzen. Em abril de 2017, a desenvolvedora id Software anunciou que, no futuro, seus jogos explorariam o maior paralelismo disponível nas CPUs Ryzen.
Foi sugerido que aplicativos com poucos threads geralmente resultam em processadores Ryzen subtilizados, produzindo pontuações de benchmark menores do que o esperado, porque o Zen depende de sua contagem de núcleos para compensar sua classificação IPC mais baixa do que a do Kaby Lake. No entanto, a AMD e outros argumentaram que o agendamento de threads não é o problema fundamental para o desempenho do Windows 10. As primeiras placas-mãe AM4 também foram prejudicadas por bugs de BIOS e suporte de memória DDR4 ruim.[carece de fontes?]

## Suporte para sistema operacional

### Windows
A AMD verificou que computadores com CPUs Ryzen podem inicializar o Windows 7 e o Windows 8 de 64 e 32 bits. No entanto, hardware mais recente, incluindo AMD Ryzen e Intel Kaby Lake e posteriores, só é oficialmente suportado pela Microsoft com o uso do Windows 10. O Windows Update bloqueia a instalação de atualizações em sistemas mais novos que executam versões mais antigas do Windows, embora essa restrição possa ser contornada com um patch não oficial. O Windows 11 só é oficialmente suportado em APUs e CPUs Ryzen que usam arquitetura Zen+ ou mais recente; sistemas que executam CPUs ou APUs baseadas na arquitetura Zen não têm direito a receber atualizações.
Embora a AMD tenha anunciado inicialmente que os drivers do chipset Ryzen não seriam fornecidos para o Windows 7, seus pacotes de drivers do chipset de fato os listam e os incluem.

### Linux
O suporte total aos recursos de desempenho dos processadores Ryzen no Linux requer a versão 4.10 do kernel ou mais recente.

## Problemas conhecidos

### Spectre
Como quase todos os microprocessadores modernos de alto desempenho, o Ryzen era suscetível às vulnerabilidades "Spectre". As vulnerabilidades podem ser mitigadas sem alterações de hardware por meio de atualizações de microcódigo e soluções alternativas do sistema operacional, mas as mitigações incorrem em uma penalidade de desempenho. Ryzen e Epyc sofrem até 20 por cento de penalidade das mitigações, dependendo da carga de trabalho, comparando-se favoravelmente com uma penalidade de em alguns benchmarks de até 30 por cento para Intel Core e Xeon, em parte como resultado dos processadores AMD não exigirem mitigação contra a vulnerabilidade Meltdown relacionada.
Lançado em 2019, o Zen 2 inclui mitigações de hardware contra a vulnerabilidade de bypass de armazenamento especulativo Spectre V4.

### Falha de segmentação
Algumas remessas iniciais de processadores da série Ryzen 1000 produziram falha de segmentação em algumas cargas de trabalho no Linux, especialmente durante a compilação de código com GNU Compiler Collection (GCC). A AMD se ofereceu para substituir os processadores afetados por outros mais novos que não são afetados pelo problema.

### Supostos alegados do CTS Labs
No início de 2018, a empresa israelense de consultoria em segurança de computadores CTS Labs declarou que havia descoberto várias falhas importantes no ecossistema de componentes Ryzen, divulgando-as publicamente após dar à AMD 24 horas para responder e levantando preocupações e questões sobre a legitimidade, embora tenham sido posteriormente confirmadas por duas empresas de segurança distintas. A AMD declarou desde então que, embora as falhas sejam reais e sejam corrigidas por meio de atualizações de microcódigo, sua gravidade foi exagerada, pois oacesso físico ao hardware é necessário para explorar as falhas.